# Рамон, Ди Ди
Ди Ди Рамон (англ. Dee Dee Ramone, настоящее имя Дуглас Гленн Колвин, англ. Douglas Glenn Colvin, 18 сентября 1951 — 5 июня 2002) — американский басист и автор песен, наиболее известный благодаря участию в панк-рок-группе Ramones.
Несмотря на то, что большинство песен Ramones подписаны именами всех участников группы, Ди Ди был автором большей части текстов группы, написав, в частности, песни «53rd & 3rd», «Commando», «Rockaway Beach» и «Poison Heart». Он был басистом группы с 1974 по 1989 год, когда он начал короткую карьеру в рэпе под именем Ди Ди Кинг (англ. Dee Dee King). В 1989 году он выпустил диск «Standing in the Spotlight», который был оценён критикой (его музыку характеризовали как «безмерно окрутевших Beastie Boys»), однако коммерческого успеха он не добился. Спустя некоторое время Ди Ди снова занялся панк-роком, поначалу сотрудничая с Ниной Хаген; примерно в то же время он переехал в Нидерланды.
В начале 90-х годов Ди Ди собрал группу Dee Dee Ramone I.C.L.C (с Джонни Карго, англ. Johnny Cargo на басу, и Дэнни Арнольдом Ломменом, англ. Danny Arnold Lommen, на ударных); сам Ди Ди стал вокалистом и гитаристом. На лейбле Rough Trade был выпущен второй сольный диск Ди Ди — тяжёлый панковый «I Hate Freaks Like You». Здесь была записана всего одна песня Ramones «All Is Quiet On The Eastern Front» (1981), зато было записано множество новых и очень сильных песен (две из них — «Makin’ Monsters For My Friends» и «It’s Not For Me To Know» — год спустя были перезаписаны Ramones для прощального диска «!Adios Amigos!»). Крупнейшим минусом диска стал слабый вокал самого Ди Ди. На вышедшем в том же году семидюймовом EP «The Chinese Bitch» Ди Ди, помимо прочего, записал одну из самых первых песен Ramones, написанную ещё в 1974 году — «I Don’t Wanna Get Involved With You» (в своё время эта песня была переделана в другую — «I Don’t Wanna Walk Around With You»). После этого лейбл исключил группу и она распалась.
Второй сольный LP Ди Ди оказался заметно слабее первого, несмотря на участие Марки Рамона и Дэниэла Рея на гитаре. В качестве басистки здесь выступила девушка Ди Ди, Барбара Зампини (взявшая себе псевдоним Барбара Рамон), а также на ней в качестве приглашённого музыканта появился Джоуи Рамон (вокал на песне «I am seeing UOFs»). Следующий лонгплей Ди Ди «Hop Around» был ближе к типичному стилю Ramones, здесь появились «аутентичные» тексты и даже музыкальные цитаты из творчества группы. Помимо Ди Ди и Барбары, в диске поучаствовали ударник Билли Роджерс (англ. Billy Rogers) и гитарист Крис Спеддинг (англ. Chris Spedding).
Ди Ди Рамон страдал зависимостью от наркотиков (в том числе героина) с подросткового возраста и до конца жизни. В середине 90-х появились сведения, что он бросил. В 2002 году он умер от передозировки героина.

## Личная жизнь
Дуглас женился в 1978 году на Вере Болдис, но (по свидетельству Веры) из-за его алкоголизма и психологической нестабильности брак фактически распался в 1990 году, а в 1995 году был расторгнут.
В молодости Дуглас подрабатывал проституцией, о чём говорит в тексте «53rd & 3rd».